# Ardanui
Ardanui és una llogaret pertanyent al municipi de Montanui, al vessant oriental de la Valira de Castanesa, a la Ribagorça. Té una església d'origen romànic i hi passa el GR-18.

## Festivitats
- 29 de juny, festa major.[4]
- 11 de novembre, festa menor.[4]